# Cámara Ardiente
La expresión cámara ardiente hace referencia a una corte extraordinaria de justicia creada y disuelta por el rey en varias épocas en Francia (Chambre Ardente), en el ámbito del Parlamento de París, para juzgar los delitos relativos al Estado y en sus primeros tiempos para juzgar casos de herejía.

## Historia
El nombre alude quizá al hecho de que los procedimientos tenían lugar en una habitación privada de la luz del sol y cuya única iluminación permitida provenía de antorchas. Otra explicación sería que el término hacía referencia a la severidad de las sentencias, puesto que el término ardiente sugiere la ejecución de los condenados en la hoguera. Estas cortes fueron promovidas por el cardenal de Lorena y la primera se celebró en 1535 bajo el reinado de Francisco I. 
La cámara ardiente cooperaba con un tribunal de la Inquisición establecido también por Francisco I y cuya responsabilidad era descubrir casos de herejía para llevarlos a la cámara ardiente. De 1535 a 1560 las cámaras ardientes fueron instrumentos típicos de la Contrarreforma y por ejemplo el proceso de Nicolas Fouquet se desarrolló en ella. 
El reinado de Enrique II se señaló en especial por las crueldades que perpetró esta corte en la persona de los hugonotes. En 1679, Luis XIV, dentro de lo que se vino a llamar Asunto de los venenos, creó una nueva Cámara ardiente que se llamó Corte de los venenos; se trataba de investigar los rumores que habían aparecido tras la ejecución de la Marquesa de Brinvilliers (esta corte no tenía nada que ver con los asuntos de la Contrarreforma). Se afirmaba que un vasto círculo de envenenadores, reunidos en torno a Catherine Monvoisin (llamada "La Voisin"), era responsable de la muerte misteriorsa de algunos miembros de la nobleza francesa. Por fin esta corte fue abolida en 1682.
La Cámara ardiente fue otra vez reunida en 1716, bajo la Regencia, a fin de verificar las cuentas de los agricultores en general: esta última Cámara fue también llamada «Chambre du visa», "Cámara del visado". Condujo a numerosas condenas por malversación de fondos, peculado y multas. Por una sentencia de la Cámara el palacio de Bourvallais en la plaza Vendôme fue confiscado, pasó al dominio del Reino y llegará a ser en el futuro la sede del Ministerio de Justicia.

## Cámara ardiente en la literatura
El escritor alemán E. T. A. Hoffmann hizo alusión a la Cámara ardiente de Luis XIV en su novela Mademoiselle de Scudéri, lo que le permitía criticar veladamente la jurisdicción especial que se conocía en Prusia y él había padecido como juez. Asimismo este tribunal ha inspirado al escritor de novela negra estadounidense John Dickson Carr una de sus más célebres obras, La Cámara ardiente (1937), adaptada al cine por Julien Duvivier (1962) bajo el mismo título.
- Datos: Q1060773